# 시사저널 삼성기사 삭제 사건
삼성기사 삭제 사건은 〈시사저널〉 870호(2006년 6월 19일 발매) 60쪽에서 62쪽 사이에 실리기로 되어 있었던 "2인자 이학수의 힘, 너무 세졌다"는 기사를 쓴 이철현 기자가 2006년 6월 15일 삼성에 확인 취재를 한 다음 삼성 측으로부터 전화를 받은 금창태 <시사저널> 사장이 이 기자를 불러 이학수 부사장과의 친분관계를 들며 기사를 뺄 것을 지시했으나 이 기자를 비롯해 편집국장, 취재총괄부장 등은 금 사장의 기사 삭제 요구를 거부했고 17일 새벽 금 사장은 인쇄소에 직접 나가 해당 기사를 삼성 광고로 대체한 사건이다.

## 경과

### 2006년
- 6. 16 	시사저널 경영진, 심야에 인쇄소에서 삼성 이학수 부회장 관련 기사 삭제, 기자들, 편집권 투쟁 시작
- 6. 29 	시사저널 기자들을 주축으로 한 시사저널 노동조합 출범
- 10.12 	시민단체와 언론 유관 단체로 구성된 ‘시사저널 정상화를 위한 공동대책위’ 출범
- 10.16 	‘시사저널을 사랑하는 사람들의 모임’ 발족
- 12.15 	시사저널 노동조합 단체협상 최종 결렬

### 2007년
- 1.5 		시사저널 노동조합, 첫 파업(하루 한시 파업)
- 1.8 		경영진, 기자들 이름 빠진 시사저널 제899호 발행
- 1.11 		시사저널 노조, 오후 1시부터 전면 파업 돌입
- 1.22 		경영진, 오전 11시께 시사저널 노조에 전화로 직장 폐쇄 통보
- 1.25 		시사저널 공대위 기자회견 개최
- 5.16 		시사저널 노사 교섭 결렬
- 6.18 		노조 위원장과 사무국장 무기한 단식농성 돌입
- 6.26 		시사저널 노동조합, 시사저널 결별 기자회견
- 7.2 		참언론실천시사기자단 출범 및 신매체 창간 선포식
- 7.6 		파업 기자 22명과 조업 직원 6명, 회사에 사표 제출

### 2012년
- 9.27 삼성그룹 기사 삭제 사건으로 촉발된 이른바 ‘시사저널 사태’와 관련해 무기정직 등의 중징계를 받았던 기자들이 징계무효확인 소송에서 최종 승소[3]

## 사건의 여파
이 사건을 계기로 기자들이 편집권과 관련된 투쟁을 벌인 것으로, 기자들의 노동조합 출범 파업이 이어졌으며, 1년후 노동조합 참여 기자들이 퇴사하여 《시사IN》을 만들게 되는 계기가 되었다.
총 24명의 기자 중 3명을 제외한 21명의 기자가 참여했는데 시사저널에 남았던 기자는 김재태, 소종섭이다. 당시 문제의 기사를 작성했던 이철현 기자는 시사저널을 떠났고 시사인에도 합류하지 않았다. 자기 기사 탓에 벌어진 파업 사태로 회사가 쪼개지는 상황에서 그는 시사저널 잔류와 시사인 합류 모두를 포기하고 언론계를 떠났다. 그는 퇴직 후 3개월 뒤 미국계 부동산서비스 업체에 취직해 미국 뉴저지로 떠났다. 그는 2년 뒤 시사저널 경제팀장으로 복귀했다.

## 참고
1. ↑  삼성 이학수 부회장 기사 삭제 사건과 그 후,《프레시안》(2006-06-29)
2. ↑  <시사저널> 사태 1년, 문제를 키운 '방관자들'《프레시안》(2007-06-15)
3. ↑  김고은. 대법 “‘시사저널 사태’ 기자 징계 무효” [깨진 링크(과거 내용 찾기)]. 한국기자협회. 2012년 9월 27일.
4. ↑  시사IN이 창간되기까지 걸어온 길 보관됨 2011-10-15 - 웨이백 머신《시사IN》